# Boston Island
L'isola di Boston (in inglese: Boston Island; in lingua Barngarla Goorilyali / Kuriljeli) è un'isola australiana sita nel golfo di Spencer, verso la punta meridionale della penisola di Eyre nelle acque prospicienti il centro regionale di Port Lincoln.

## Geografia
Boston Island si affaccia a ovest sulla baia di Boston, della quale costituisce il limite orientale, e ad est sul Golfo di Spencer. L'isola appartiene al Parco nazionale Lincoln (ben visibile a sud-est, assieme alle vicine Bicker Isles) ed è di proprietà dell'ex sindaco di Port Lincoln, Peter Davis.
L'isola possiede forma a triangolo isoscele dal vertice rivolto verso nord: la punta settentrionale è denominata Point Maria e si affaccia sugli scogli del cosiddetto Kangaroo reef, mentre la punta sud-orientale prende il nome di Point Hayden e quella sud-occidentale di Point Fanny. Quest'ultimo è da sempre al centro di controversie e ironie in quanto (sebbene debba il proprio nome a tale Fanny Conway, cara amica della moglie dell'allora governatore George Gawler, la cui tenda crollò durante la notte mentre stava campeggiando nella zona) in inglese australiano la parola "fanny" viene usata per indicare i genitali femminili). L'area fra Point Hayden e Point Fanny viene chiamata Rotten Bay ("baia marcia"): i tentativi fatti a partire dal 2010 di rinominare la baia con un nome più positivo (fra i nomi proposti Bluefin Bay e Fishdance Bay) per incrementare il turismo sono sempre falliti per via dell'opposizione della popolazione locale.
L'isola presenta un certo numero di spiagge, come Squeaky Beach a nord-est, Picnic Beach a est, Homestead Beach a nord-ovest e Cemetery Beach a sud-ovest. Il terreno è perlopiù brullo, con presenza di macchie di vegetazione qua e là.

## Fauna
L'isola ospita varie specie di uccelli, come l'occhione del Bush, la beccaccia di mare orientale e fuligginosa, il fraticello australiano, il falco pescatore orientale, l'aquila pescatrice panciabianca e verosimilmente una colonia di pinguini minori blu, sebbene gli ultimi dati certi della presenza di questi ultimi sull'isola risalgano al 2006. Le spiagge vengono inoltre regolarmente visitate dal leone marino australiano e dall'otaria orsina meridionale, mentre durante il giusto periodo dell'anno è possibile osservare nelle acque circostanti il passaggio delle balene franche australi.

## Storia

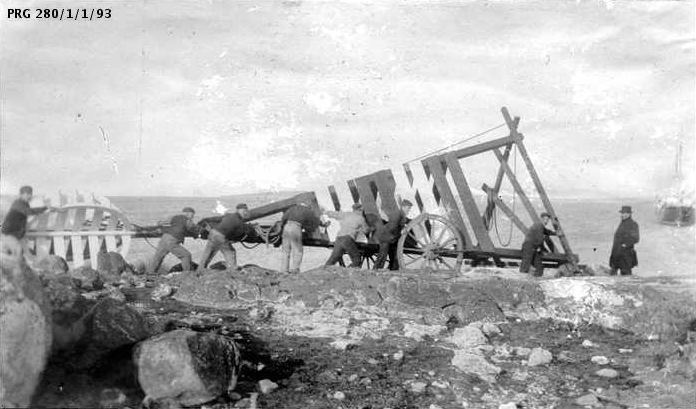
Un palo di avvertimento viene issato a Point Fanny il 25 agosto 1905.

Durante gran parte del XIX secolo l'isola venne abitata dai coniugi Lock.
Nel 1840 l'isola venne scelta dalla Port Lincoln Whaling Company per ospitare una stazione di lavorazione del grasso di balena, della quale tuttavia non sembrano esistere tracce. Dieci anni dopo sull'isola operava una missione per la conversione degli aborigeni locali, presto trasferita nella vicina Poonindie sulla terraferma in quanto, a detta dell'arcidiacono Hale che ad essa sovrintendeva, lo spazio confinato qual era quello dell'isola mal si confaceva alle abitudini di vita degli aborigeni.
Nel 1883 tale John Joseph Laffan ottenne un contratto d'affitto dell'isola di 21 anni, il quale venne tuttavia annullato dopo un solo anno per insolvenza. Due anni dopo, l'isola venne visitata da un membro dello yacht club dell'Australia Meridionale, che la descrisse in termini lusinghieri.
Nel novembre del 1907 tale Joseph Kemp Bishop, avendo la sua famiglia avuto la proprietà dei terreni dell'isola per più di 40 anni (fin dal 1859), chiese l'applicazione del Real Property Act con l'intenzione di istituire un villaggio nell'area meridionale, che intendeva chiamare Kerrillylla. Due anni dopo, Bishop acquistò il lotto numero 37 da John Ridley, rendendo la sua famiglia proprietaria dell'intera isola: solo nel 1920, tuttavia, egli acquistò il resto dei terreni dal padre, divenendone di fatto l'unico proprietario.

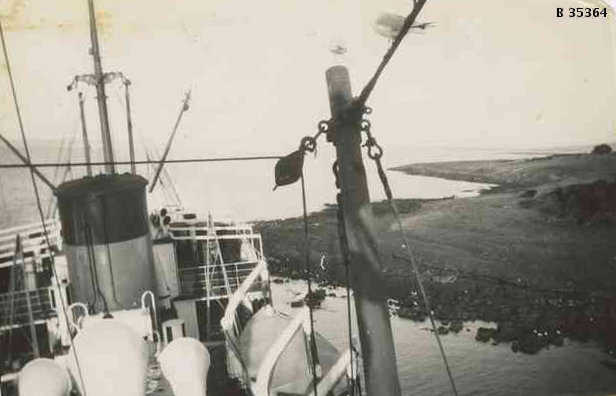
La nave Minnipa arenata a Boston Island il 29 maggio 1928.

Nel 1928, la nave a motore MS Minnipa, perdendosi nella fitta nebbia, si arenò sulle coste dell'isola, nei pressi di Hayden Point: i 160 passeggeri dell'imbarcazione vennero inviati a Port Lincoln in scialuppa, mentre la nave tornò a navigare due giorni dopo, venendo inviata a Melbourne per essere ispezionata e riparata.
Nel 1950 Boston Island venne acquistata da Wilfred "Bill" Hogan della municipalità di Streaky Bay, che intendeva utilizzarla per pascolare pecore a un capo per acro: quattro anni dopo, essa venne acquistata all'asta per 49200 sterline da tale H. P. Davis di Alice Springs. In quel momento,sull'isola erano presenti un cottage di cinque stanze ammobiliato, dieci recinti, cinque pozzi con annesso mulino, quattro cisterne in ferro galvanizzato da 5000 galloni cadauno e una cisterna in pietra.
Nel 2009 l'isola passò nelle mani dell'allora sindaco della città di Port Lincoln, Peter Davis, che ne è l'attuale proprietario. Davis cambiò la destinazione dei terreni dell'isola ad uso residenziale e turistico, con un ambizioso piano di sviluppo che prevedeva la costruzione di un migliaio di unità abitative e un porto turistico: a dispetto degli entusiasmi iniziali, tuttavia, il piano ha finora riscosso un interesse modesto, con l'isola che rimane perlopiù disabitata e circondata da impianti di acquacoltura.
L'8 dicembre 2014 il ministero della Difesa venne chiamato ad investigare su una sospetta mina marina inesplosa situata al largo della costa orientale dell'isola: a tale fine, l'intera area venne interdetta alla navigazione e al transito e un team di sminatori venne impiegato per la messa in sicurezza, il disinnesco e lo smaltimento del presunto ordigno, che tuttavia non venne trovato.